# Caroline Lusin

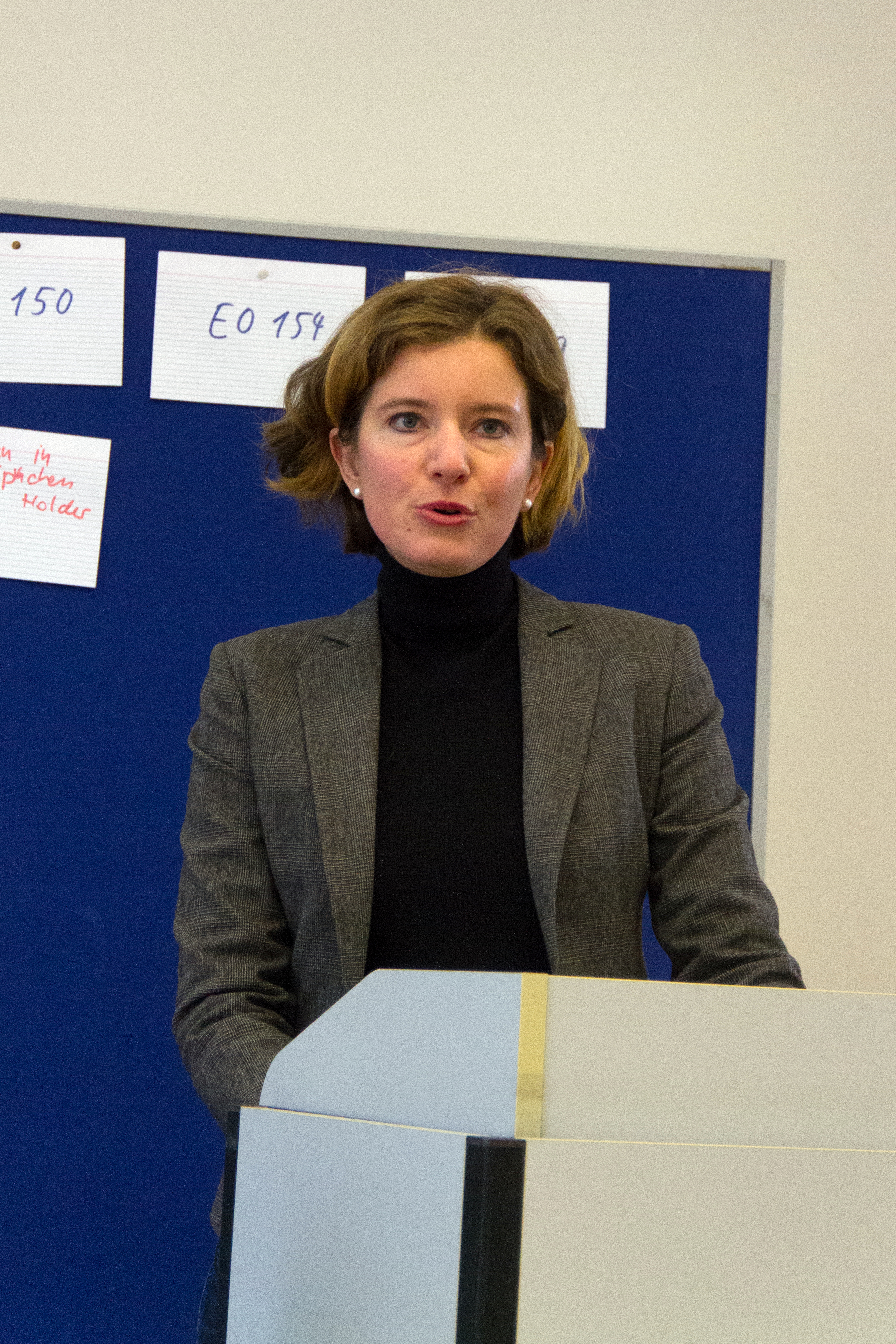
Caroline Lusin (2017)

Caroline Lusin (* 1977) ist eine deutsche Anglistin.

## Leben und Forschung
Caroline Lusin ist die Tochter von Architekt und Autor Jörg Lusin (* 1946). Sie studierte Anglistik und Slavistik an den Universitäten Heidelberg und St. Petersburg. 2007 promovierte Lusin an der Universität Heidelberg zu Virginia Woolf und Anton P. Čechov. Anschließend arbeitete sie an ihrer Habilitation zu anglo-indischen Selbstzeugnissen unter anderem auch in London und Cambridge. Sie habilitierte sich schließlich 2013 in Heidelberg. Seit 2015 ist Caroline Lusin Professorin für Anglistische Literatur- und Kulturwissenschaft an der Universität Mannheim. 
Ihre Forschungsschwerpunkte sind britischer und irischer Roman im 21. Jahrhundert, das zeitgenössische Drama, aktuelle britische Filmserien, Literatur des Britischen Empire und der russisch-britische Literaturkontakt seit dem frühen 20. Jahrhundert.

## Schriften (Auswahl)
- Virginia Woolf und Anton P. Čechov. Die Semantisierung von Raum und Zeit. Trier 2007, ISBN 978-3-88476-974-4.
- als Herausgeberin: Empathie, Sympathie und Narration. Strategien der Rezeptionslenkung in Prosa, Drama und Film. Heidelberg 2014, ISBN 3-8253-6394-5.
- Imperial selves. Negotiating collectivity in Anglo-Indian life-writing. Trier 2018, ISBN 3-86821-759-2.
- als Herausgeberin mit Ralf Haekel: Community, seriality and the state of the nation: British and Irish television series in the 21st century. Tübingen 2019, ISBN 3-8233-8249-7.